# Posidonia oceanica
Neptunigräs (Posidonia oceanica) är en enhjärtbladig växtart som först beskrevs av Carl von Linné, och fick sitt nu gällande namn av Alire Raffeneau Delile. Posidonia oceanica ingår i släktet Posidonia och familjen Posidoniaceae. IUCN kategoriserar arten globalt som livskraftig. Inga underarter finns listade. De områden av havsbottnen (i medelhavet) som är bevuxna med Posidonia är viktiga yngelområden för fiskar. Ur de vissnade bladen lösgörs fibrer, som med vågornas hjälp rullas ihop till filtade bollar som man kan hitta på stranden.

## Bildgalleri

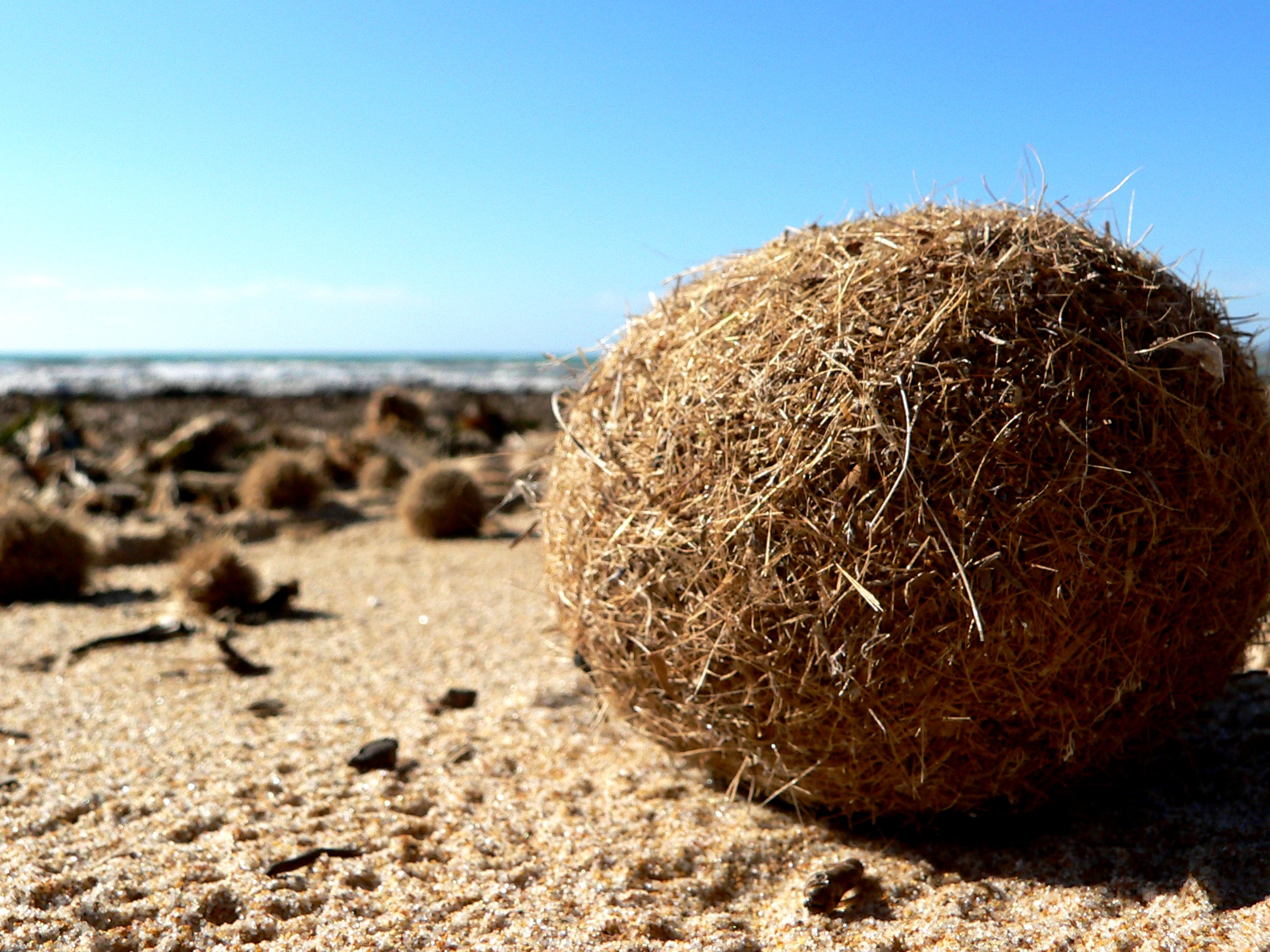
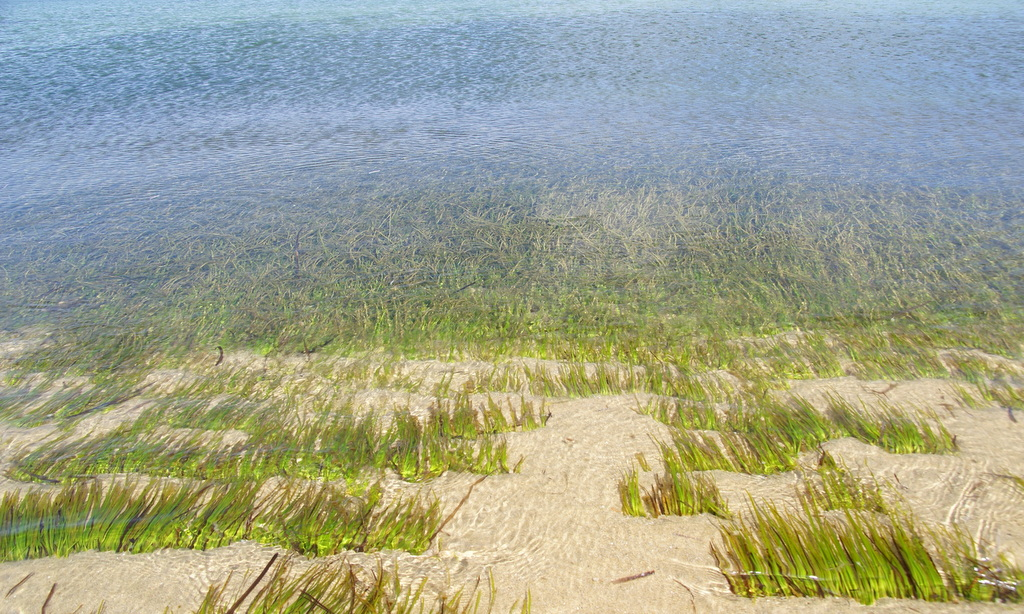
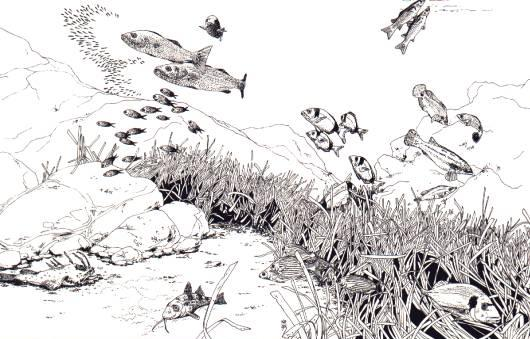
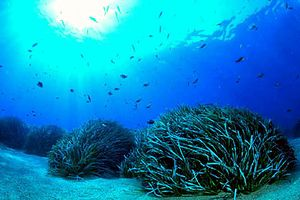